# District de Bakay-Ata
Le district de Bakay-Ata (en kirghize : Бакай-Ата району) est un raion de la province de Talas dans le nord-ouest du Kirghizistan. Son chef-lieu est le village de Bakay-Ata (anciennement Leninpol). Sa superficie est de 2 928 km2, et 44 057 personne y résidaient en 2009.

## Géographie
Il est bordé à l'ouest par le district de Kara-Buura, au nord par celui de Manas, à l'est par celui de Talas, tous trois dans la province de Talas. Au sud le jouxtent les districts de Chatkal et de Toktogul dans la province de Jalal-Abad.

## Communautés rurales et villages
Le district comprend 19 villages ou hameaux, regroupés en 9 communautés rurales (aiyl okmotu), :
1. Ak-Döbö (villages Ak-Döbö, Kyzyl-Say, Kyzyl-Charba)
2. Aknazarov (villages Kyzyl-Oktyabr, Kök-Tash, Madaniyat, Tash-Kuduk, Urmaral)
3. Bakay-Ata (villages Bakay-Ata, Namatbek)
4. Boo-Terek
5. Keng-Aral
6. Ming-Bulak
7. Oro (villages Kyrgyzstan, Jon-Korgon, Pervomayskoye)
8. Özgörüsh
9. Shadykan (villages Yntymak, Tüytö)